# Stensättra fornborg
Stensättra fornborg är en cirka 2 000 år gammal stormannaborg belägen söder om Flemingsbergsviken, en inre vik av Orlången i Huddinge kommun på Södertörn. Fornborgen ligger inom Flemingsbergsskogens naturreservat.

## Beskrivning

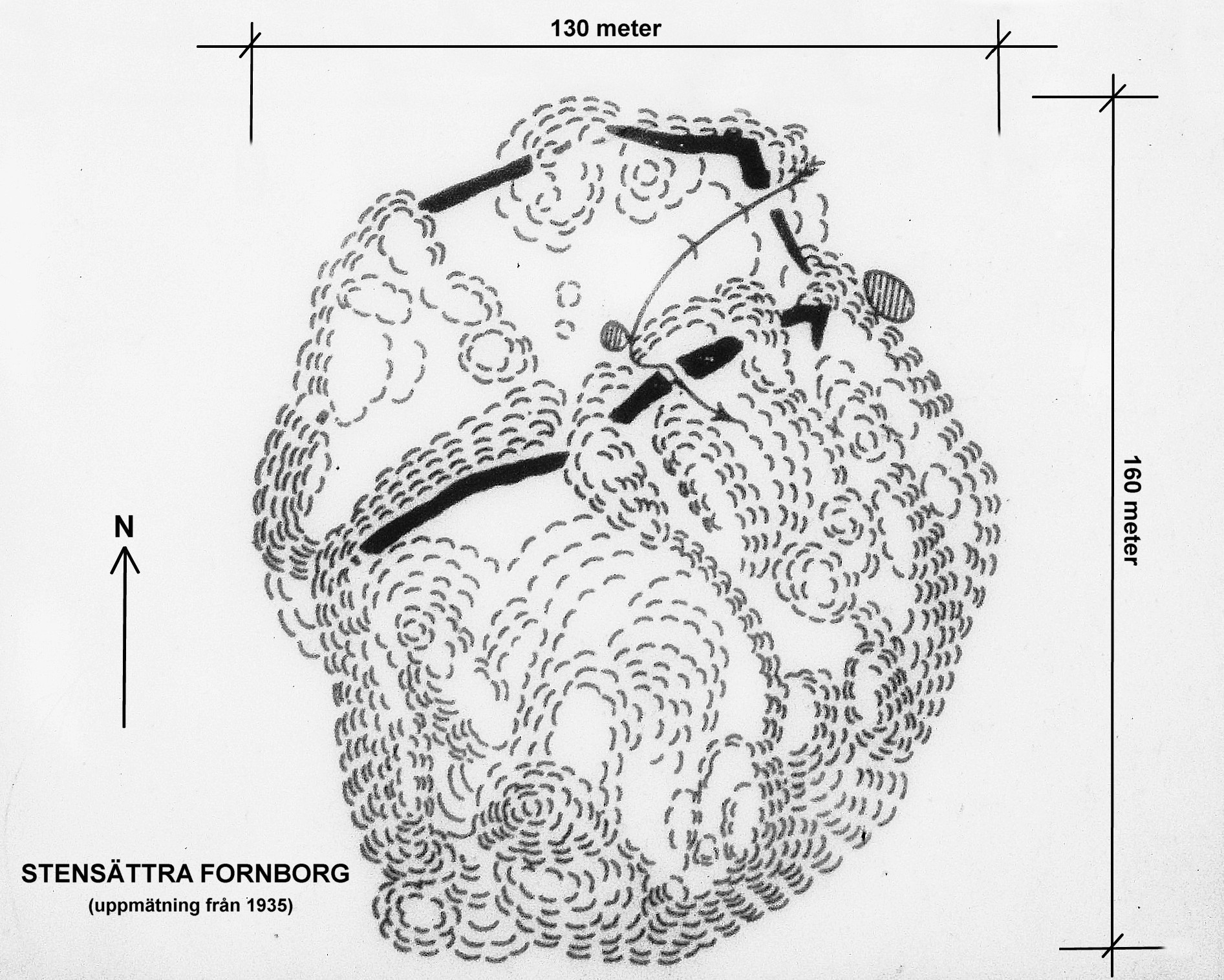
Uppmätning från 1935.

Stensättra fornborg är den bäst bevarade av Huddinges åtta kända fornborgar från järnåldern. Förleden Sten betyder "befäst plats" och namnet "Stensättra" är belagt redan 1460 som "Stensaetre". 
Borgen ligger cirka 900 meter nordväst om Stensättra gård och överst på en jämn bergsplatå med vid utsikt över Flemingsbergsviken och sjön Orlången. Läget med fri sikt över vattenleden och den forna vägen genom dalen från söder, avslöjar att den även varit en farledsborg anlagd i bevakningssyfte. I dalsänkan nedanför syns lämningar i form av grundstenar efter Stensättras gamla bytomt på en åkerholme nära vattnet, likaså finns utmed stranden ett gravfält från yngre järnåldern. 
Borgens storlek uppges vara 160 x 130 meter och den skyddas genom naturliga stup i öster, söder och väster, medan norra sidan har dubbla, kallmurade gråstensmurar som fortfarande är välbevarade. Inre muren som är 4–6 meter bred och 0,7–1,5 meter hög består av cirka 30–40 cm stora stenar. Dubbelmuren i norr avgränsar en lägre del på 15 x 40 meter nedanför det egentliga borgtunet. Murarna, som tillsammans beräknats vara ungefär 130 meter långa, är huvudsakligen anlagda i en öst-västlig riktning. Troligen har en träpalissad funnits ovanpå murarna som ett ytterligare skydd. På norra sidan finns intill ett klippblock en tydligt markerad ingång och under blocket är ett hålutrymme, lagom stort att tjäna som en vaktkur. Direkt intill passerar den gamla sockenvägen Flemingsberg – Lissma som förr ledde till Huddinge kyrka.

## Bilder

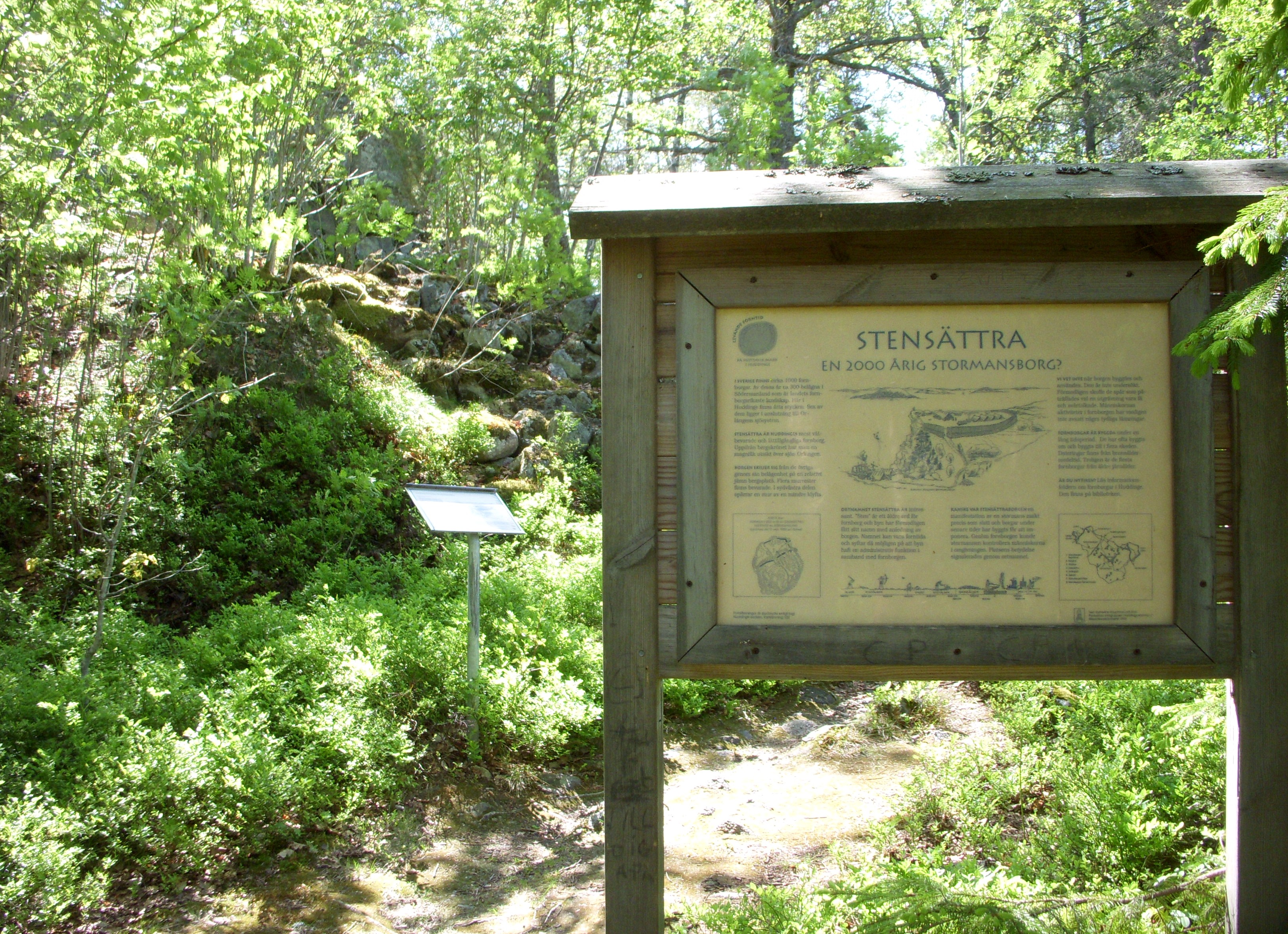
Informationstavla
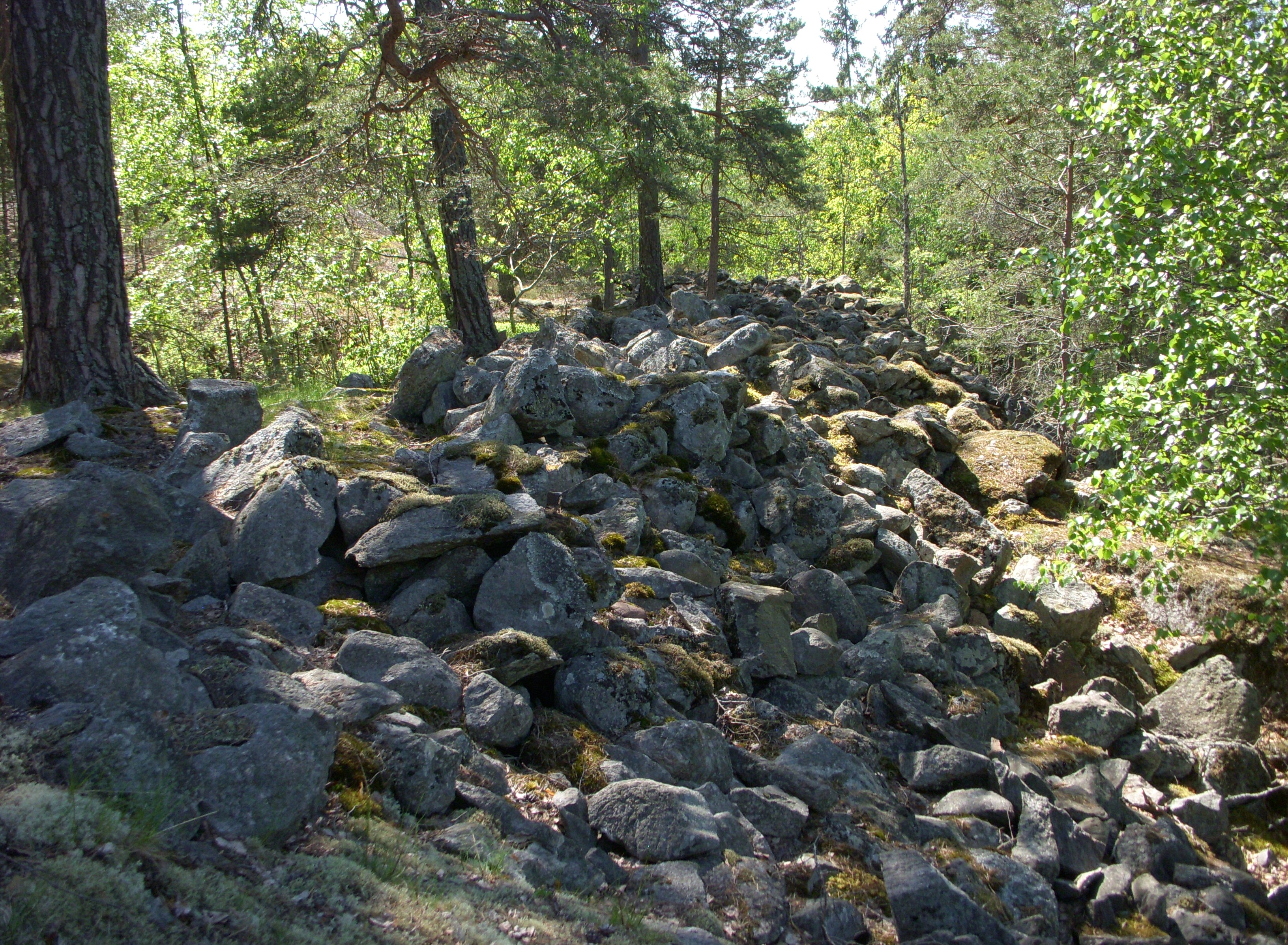
Stenmur
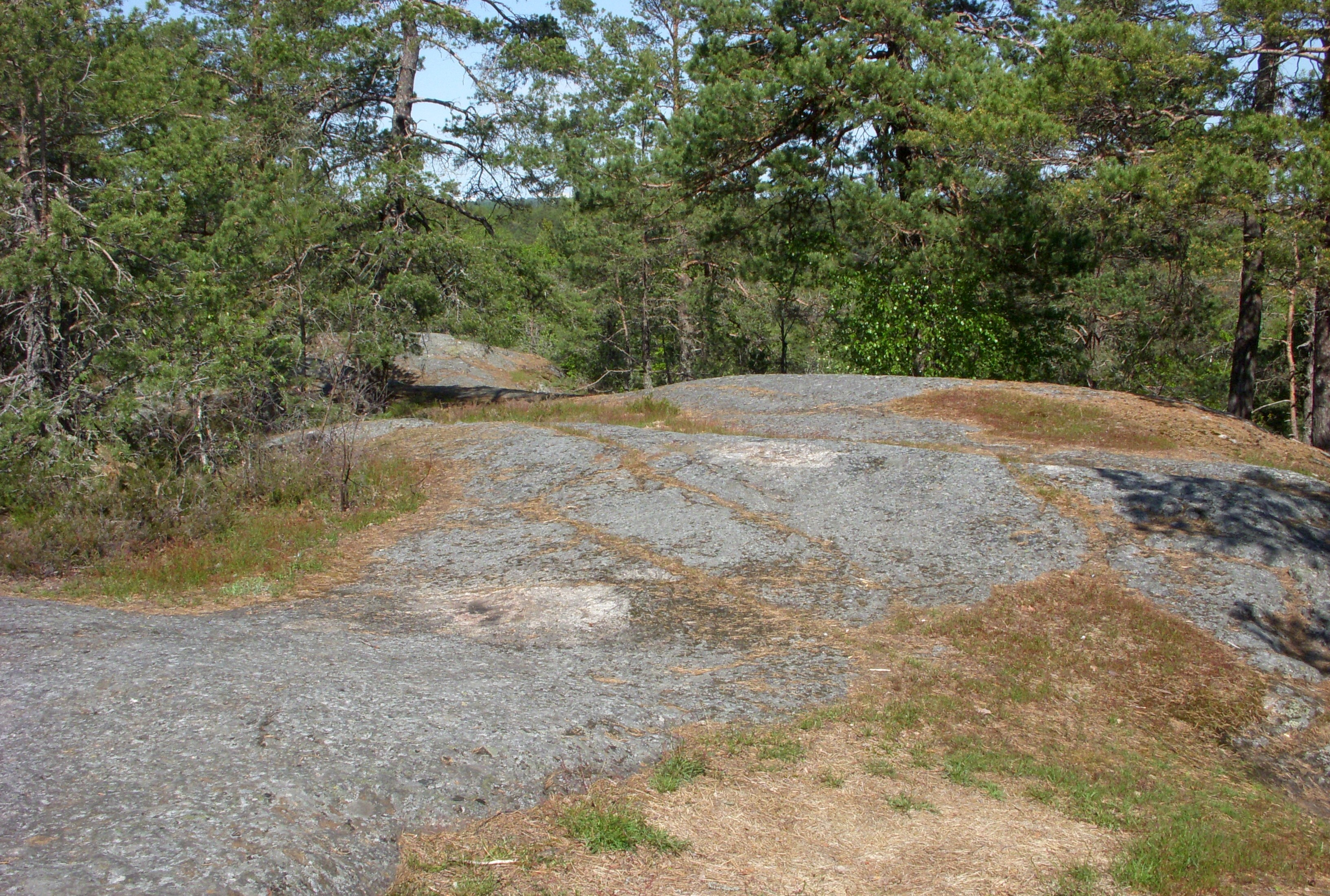
Platån i borgens inre
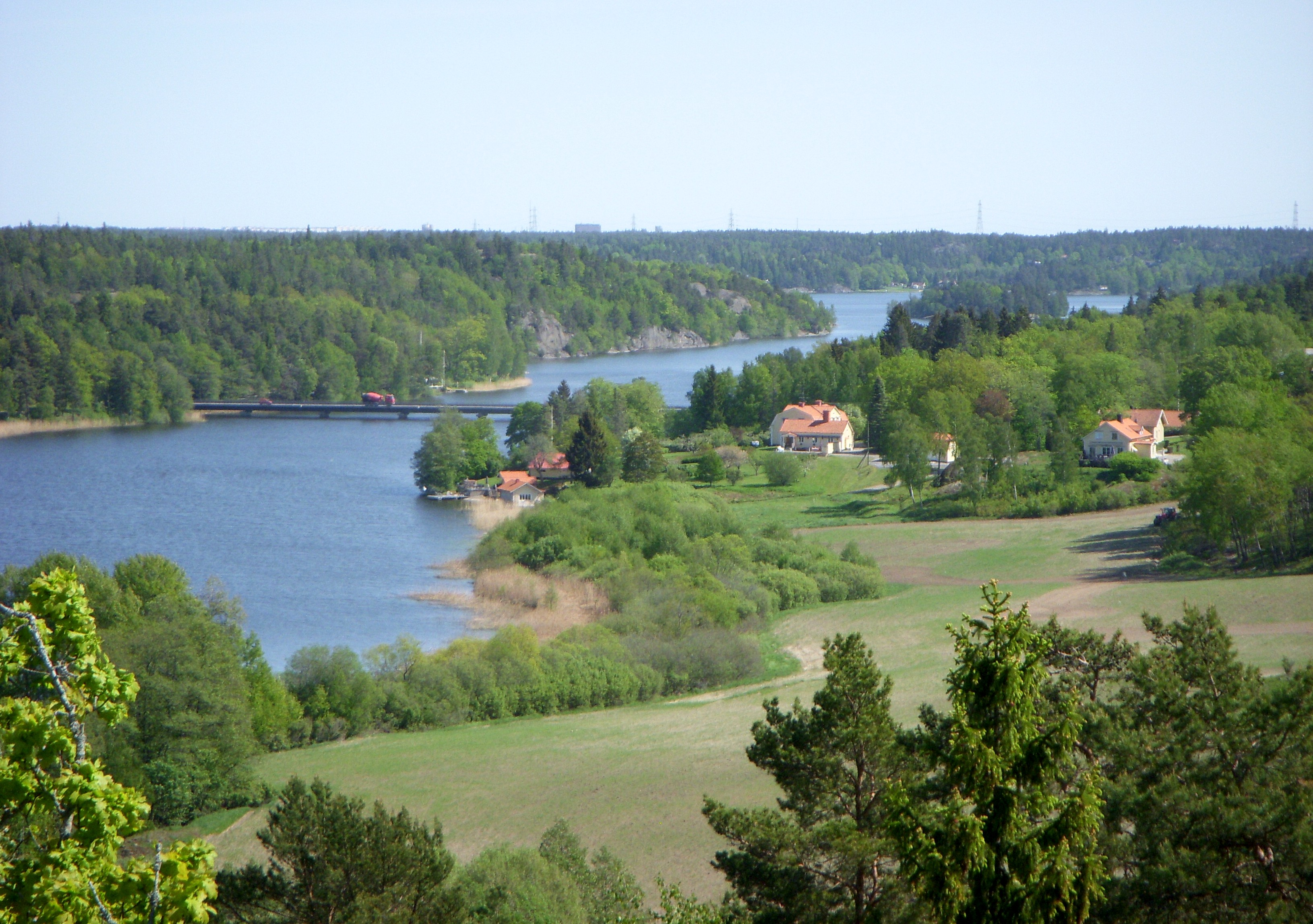
Utsikt från borgen mot Stensättra gård i sydost